# Васильева, Вера Петровна
Ве́ра Петро́вна Васи́льева (в замужестве Голейзовская; 19 июня (2 июля) 1909, Москва — 4 января 2009, Москва) — солистка балета Большого театра, балетный педагог, заслуженная артистка РСФСР (1948). Жена балетмейстера Касьяна Голейзовского.

## Биография
Вера Петровна родилась в Москве. Окончила Московское хореографическое училище в 1926 году (выпуск педагога В. Д. Тихомирова) и была принята в труппу Большого театра, в котором танцевала до 1950 года. Была первой исполнительницей партии Марии в «Бахчисарайском фонтане», а в первом сезоне театра выступила в партии Кошечки в «Спящей красавице». Вера с раннего детства находилась в театральном мире, как и все воспитанники училищ с десяти лет участвовавшие в сценической практике, её воспоминания сохранили незабываемый момент поклона с самим Фёдором Шаляпиным в опере Даргомыжского, где она изображала маленькую Русалочку.
Вера получила хорошую школу и, обладая талантом лирической актрисы, она с успехом выступала в классических партиях первого и второго плана, а также в характерных партиях. Кроме роли Марии (1936) в «Бахчисарайском фонтане» (Асафьева в постановке Захарова), исполняла партии Лизы и Флёр де Лис в балете «Эсмеральда» (Рикардо Дриго, Петипа). А также в балете «Пламя Парижа» выступала в роли Дианы и в танце басков; в «Дон Кихоте» была Уличной танцовщицей, в «Тщетной предосторожности» Лизой. В балете «Золушка» создала образ Осени. В балете «Шопениана» исполняла Вальс и Прелюд.
Красота и порода Веры Васильевой сочеталась со скромностью нрава. Став супругой Голейзовского, она всегда поддерживала его на протяжении всего пути. Была ассистентом в его постановках балетов «Лейли и Меджнун» и «Скрябиниана» на сцене Большого театра, а после его смерти возобновляла балеты, так как её память хранила всю хореографическую лексику, а главное стиль мастера.
Исполняла партию Персидки в «Половецких плясках», а затем возобновила картину Половецких плясок для концертной программы «Вечер хореографии Касьяна Голейзовского» в Большом театре.
Вера Петровна была прекрасным педагогом, в течение двенадцати лет (до 1962 года) преподавала в Московском хореографическом училище. Среди её учениц Елена Рябинкина, блистательно выступившая ещё в выпускном классе в партии Одетты на сцене Большого, а затем выступавшая в номерах Касьяна
В 1984 году Вера Васильева собрала материалы из огромного архива своего мужа и совместно с Натальей Черновой подготовила к изданию фундаментальный труд выдающегося русского балетмейстера XX века. Книга вышла под названием «Касьян Голейзовский. Жизнь и творчество»
Скончалась в Москве 4 января 2009 года на 100-м году жизни. Похоронена на Бёховском кладбище.

## Память
16 июля 2009 года на сцене Большого театра состоялся спектакль «Пламя Парижа», посвящённый её памяти
В 2010 году опубликованы мемуары «Московская балетная школа в Васильсурске (1941—1943)», из дневников Голейзовского, которые он писал «в стол», современный читатель может узнать, в каких условиях приходилось творить и жить артистам того времени:

«17 октября 1941 года мы с Альтгаузеном вышли из дома, чтобы идти пешком в город Горький, а оттуда как-нибудь пароходом добраться до Васильсурска, где находится моя эвакуированная из Москвы семья. Верочка  сидела там без денег. Мне с трудом удалось получить 1000 рублей за проделанные работы. Это была малая доля того, что я должен был получить, но так как начальство Большого театра скрылось из Москвы самым первым и неожиданно, деньги оказались в руках заместителей, которые выдавали их весьма неохотно. Капитан обычно покидает тонущий корабль последним, но в Большом театре получилось наоборот. Эти страшные люди скрылись незаметно, как воры. Одним из первых уехал парторг балетной труппы Виктор Цаплин, до того неизменно говоривший: «Мы обречены защищать Москву!.. Мы — коммунисты!»— К.Я.Голейзовский
В октябре 2010 года журналист «Известий», прочитав дневники так описала свои впечатления:
«Книга эта — документ, ровно такой же, как дошедшие до нас жития протопопа Аввакума, где каждое слово — правда, каждое предложение — посыл, и никакой пропаганды в угоду текущему моменту, когда так хочется подправить прошлое».

## Признание и награды
- Орден «Знак Почёта» (1951)[10]
- Медаль «За трудовое отличие» (1976)[11].
- Заслуженная артистка РСФСР (1948)